# MBN 시트콤
MBN 시트콤은 2011년 12월 5일부터 2012년 4월 1일까지 대한민국의 종합편성채널인 MBN을 통해 매주 월요일부터 금요일까지 밤 8시에 방송했던 텔레비전 드라마이다.

## 작품별 방영 시간대
- 일일시트콤 - 월요일 ~ 금요일, 밤 9시 ~ 9시 30분 (30분)
- 청춘시트콤 - 월요일 ~ 금요일, 밤 8시 ~ 8시 30분 (30분)
- 주말시트콤 - 토요일 ~ 일요일, 밤 10시 30분 ~ 11시 (30분)

## 작품 리스트

### 일일시트콤
- 《왔어 왔어 제대로 왔어》 : 2011년 12월 5일 ~ 2012년 3월 2일
- 《뱀파이어 아이돌》 : 2011년 12월 5일 ~ 2012년 3월 30일

### 청춘시트콤
- 《연남동 539》 : 2018년 1월 10일 ~ 2018년 3월 28일

### 주말시트콤
- 《갈수록 기세등등》 :  2011년 12월 3일 ~ 2012년 4월 1일

## 같이 보기
- 한국방송공사 시트콤
- 문화방송 시트콤
- SBS 시트콤
- tvN 일일시트콤
- JTBC 시트콤